# Notylia pubescens
Notylia pubescens là một loài thực vật có hoa trong họ Lan. Loài này được Lindl. mô tả khoa học đầu tiên năm 1842.

## Hình ảnh

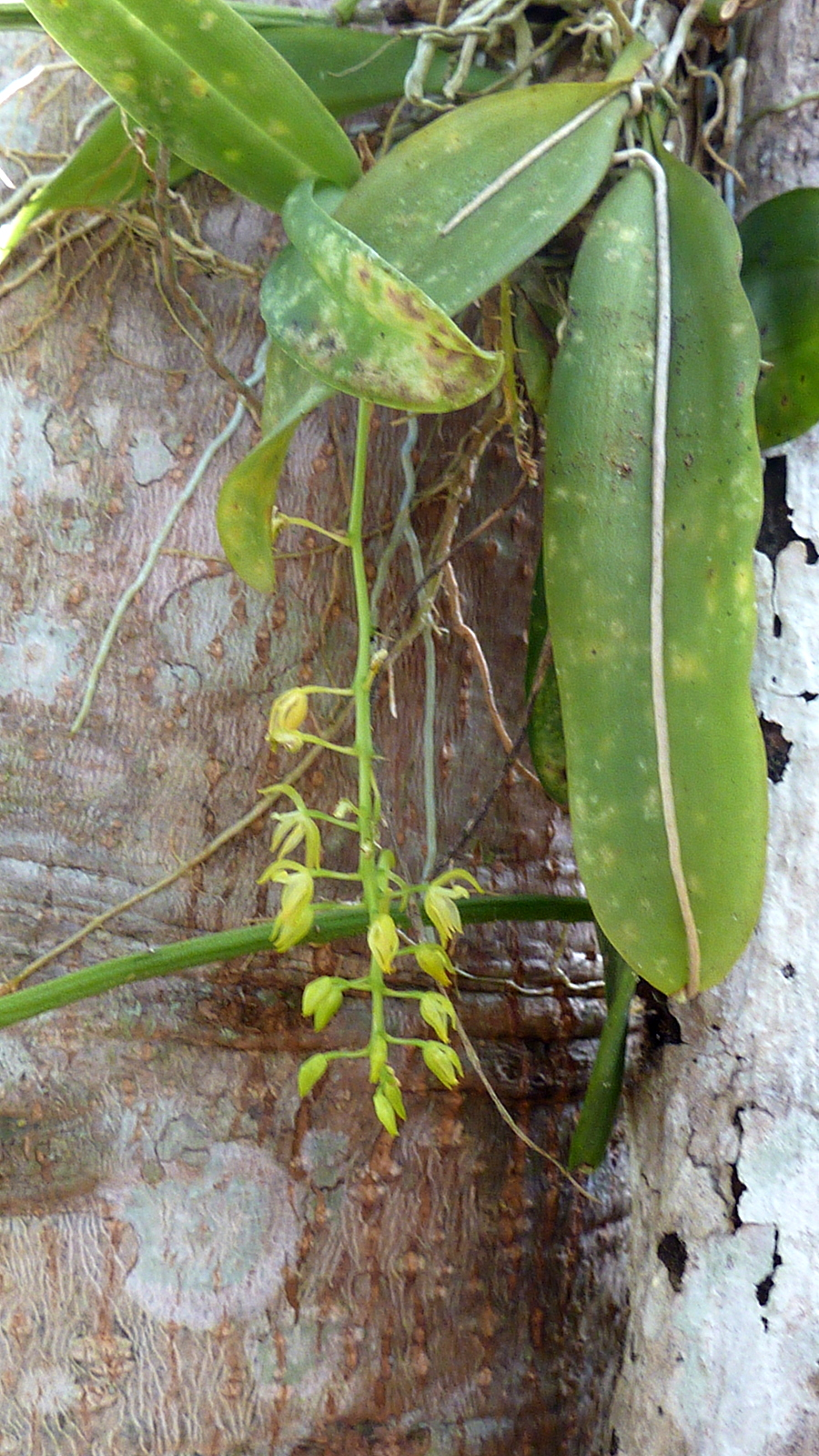
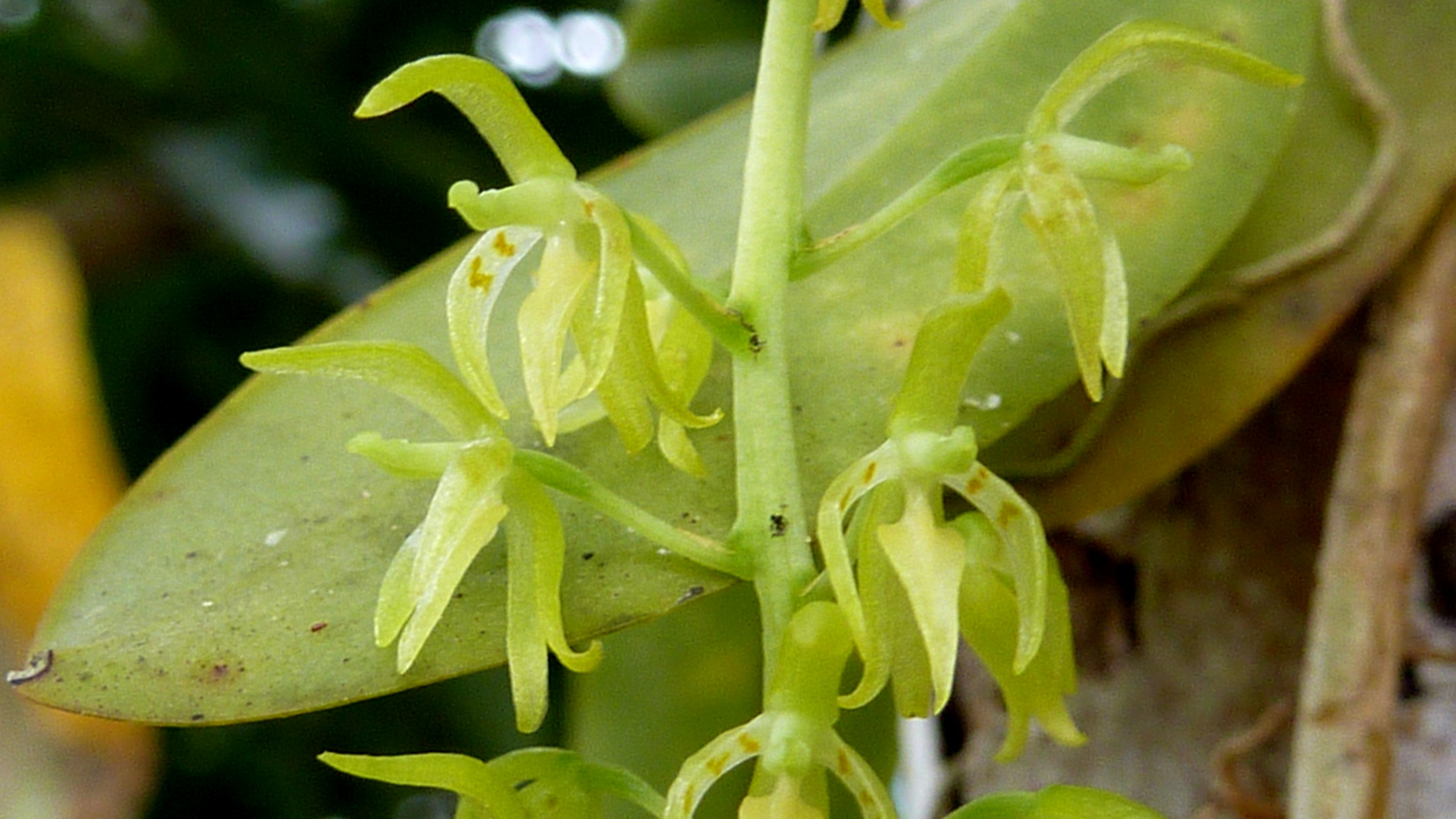
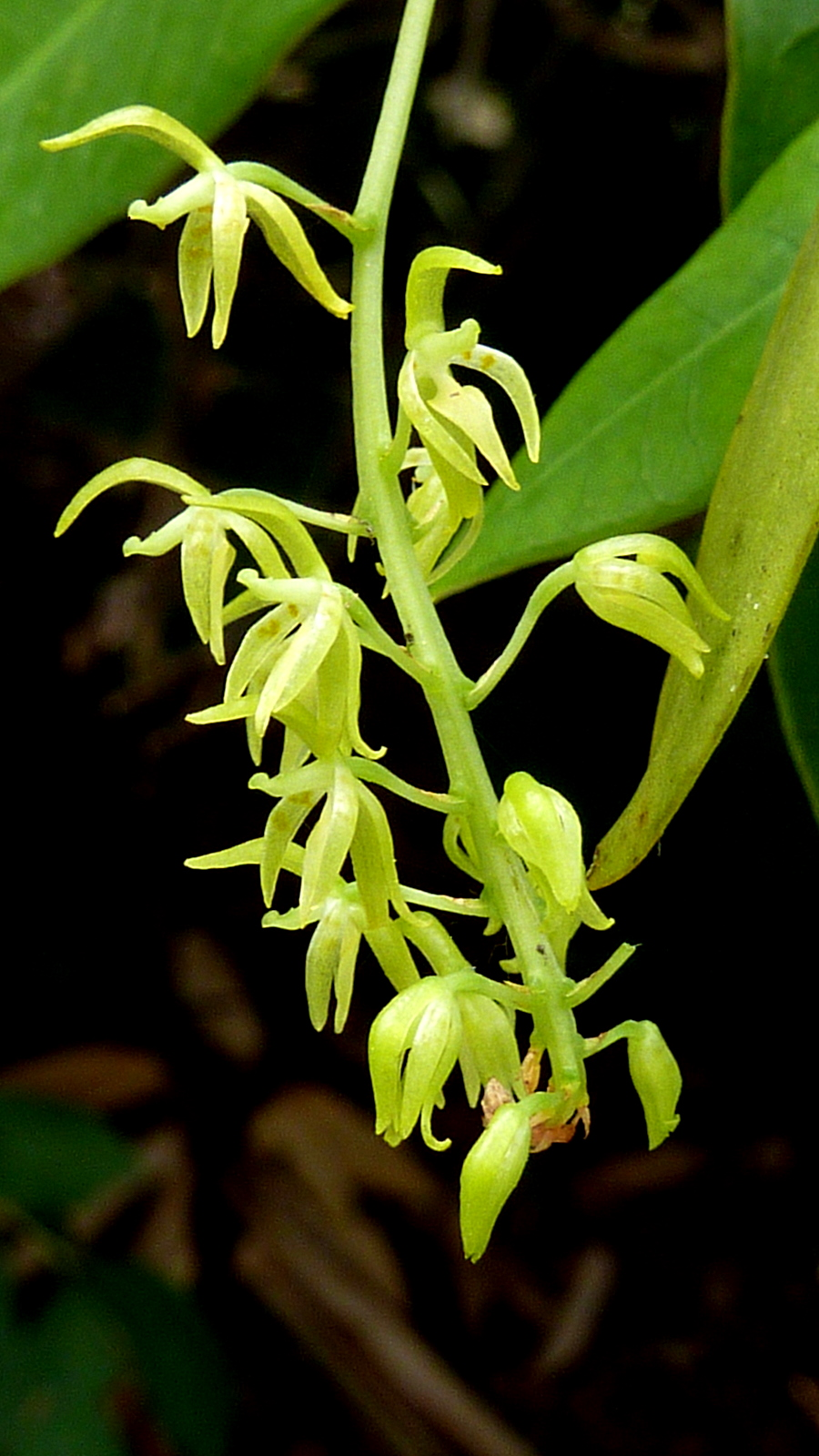
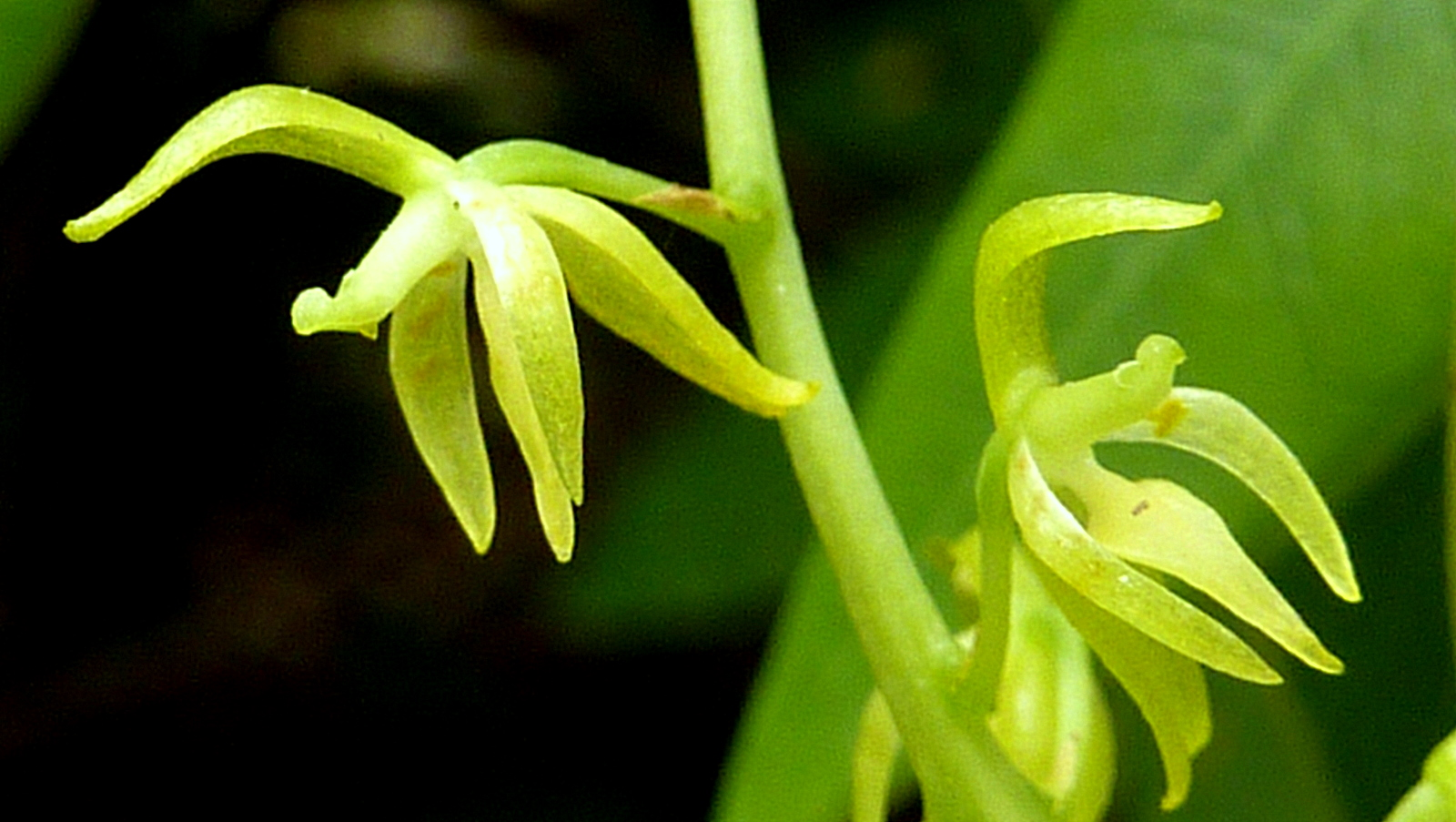